# Lac de Templin
Le lac de Templin fait partie du chapelet de lacs du bassin de la moyenne Havel, qui s'étend depuis le lac du Bas-Neuendorf à Berlin jusqu'au grand lac de Zern à l'aval de Werder (Havel).

## Description
Le lac tire son nom du village de Templin, qui occupe son littoral méridional et une presqu'île avec sa baignade forestière (Waldbad Templin). Évasement de la Havel de Potsdam , qui forme un tronçon de la voie navigable Basse-Havel , il constitue une voie navigable de classe IV et dépend du service de la navigation Spree-Havel.

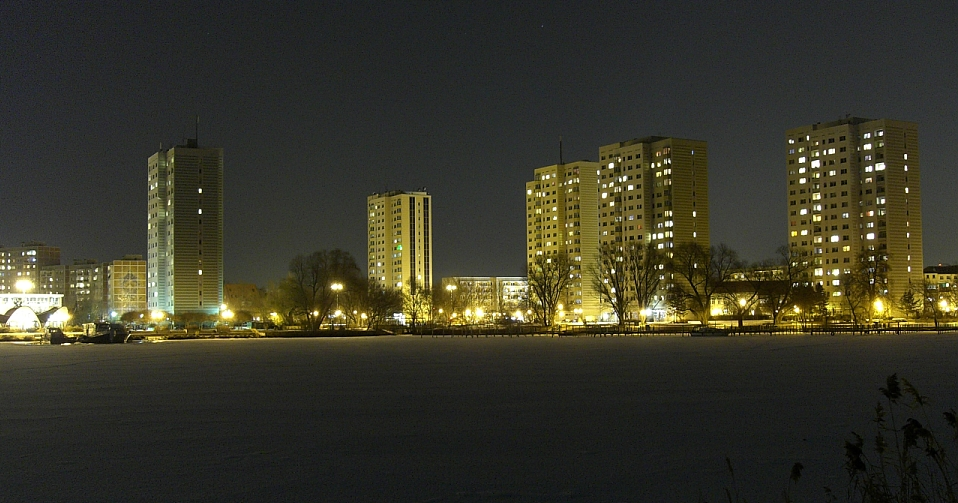
Confluence de la Havel prise par les glaces à Neustadt, vue du Sud (hiver 2006).

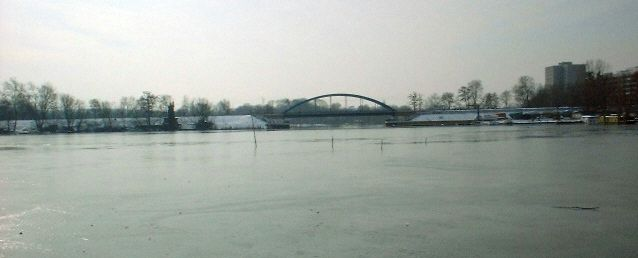
Sud de la confluence de la Havel, en aval d'Untere Planitz et de Küssel.

Le lac, divisé en trois parties (Neustädter Havelbucht, Vorderkappe et Hinterkappe) occupe une dépression glaciaire où s’épanche la Havel. Il est orienté Nord-est / Sud-ouest et se trouve pour l'essentiel sur le territoire de la commune de Potsdam.  ; seule une petite portion au sud se rattache à la commune de Schwielowsee et touche au village de Caputh. La pointe nord-est du lac touche au sud des jardins d'agrément de Potsdam à 230 m en aval du pont ferroviaire de la ligne Berlin–Magdebourg. Comme le littoral sud-ouest est marécageux, on place l’étranglement de la Havel en amont de Caputh à 52° 21' 09" de latitude nord et  12° 59' 46" de longitude est.
La section navigable est longue 6,5 km, mais ne fait que 5,83 km à vol d'oiseau, à cause de la multitude de presqu'îles (notamment celle d'Hermannswerder au sud) et d'îles qui parsèment le lac de Templin. La presqu'île d'Hermannswerder dessine les gorges de Vorderkappe au nord-est, et d'Hinterkappe au sud-ouest, mais comme celles-ci communiquent avec le Judengraben, Hermannswerder est finalement une île artificielle.
La moitié septentrionale du lac possède deux îlots : Obere Planitz et Untere Planitz, franchie par le pont de la ligne Berlin-Magdebourg. La partie du lac au nord d'Untere Planitz est désignée comme la confluence de Neustadt (Neustädter Havelbucht).
Au défilé d'Hermannswerder, au droit de la rue Auf dem Kiewitt, la largeur du lac n'est plus que de 110 m, puis il s'évase à nouveau pour se réduire à 190 m au sud des terrains de l'Institut d'histoire militaire de la Bundeswehr. La largeur maximale du lac de Templin est de 1,17 km.
Dans les années 1950, une digue, large de 90 m, longue de 1 170 m et haute de 10 m a été lancée sur la plus grande largeur du lac pour l'achèvement de la Ligne de la grande ceinture de Berlin. Elle coupe le tiers sud-ouest du reste du lac, hormis une ouverture de 150 m qui permet la continuité hydraulique. La plus grande partie du littoral nord-est est occupée par le centre-ville de Potsdam et les faubourgs de Brandenburger Vorstadt, Teltower Vorstadt et Templiner Vorstadt : tous les délaissés sont occupés par des marinas. Le reste des berges est couvert de bois. Les rives nord-ouest, couvertes d'une forêt mixte faisant réserve de chasse, occupent une plaine morainique. C'est là que se trouve la plage de Templin, au sud de la grande digue et, non loin de là, la brasserie de la maison forestière de Templin, qui a repris une brasserie du XVIIIe siècle.
Au nord-ouest du lac, on trouve, d'un côté (au nord de la voie ferrée de ceinture) le hangar à dirigeables, les installations sportives du complexe olympique de Potsdam et l'hôtel Kongress ; de l'autre (au sud de la voie ferrée), dans la réserve de chasse, le chalet Gaisberg, l'hôtel Seminaris et le camping Sanssouci-Gaisberg.
Un bac dessert tous les quarts d'heures les faubourgs de Brandenburger Vorstadt et d'Hermannswerder.